# Council of Supply Chain Management Professionals
O Council of Supply Chain Management Professional (CSCMP) é a principal associação mundial de profissionais de gestão de cadeias de abastecimento.
A CSCMP é uma associação sem fins lucrativos que fornece a liderança no desenvolvimento, na definição e aperfeiçoamento nas profissões que lidam com logística e gestão de cadeias de abastecimento. Tem como principal objetivo estar na vanguarda dos avanços e desenvolvimentos de profissionais nas áreas de gestão de cadeias de abastecimento fazendo com que os conhecimentos se difundam pela comunidade. (CSCMP, [2000]).